# Nyctemera snelleni
Nyctemera snelleni là một loài bướm đêm thuộc phân họ Arctiinae, họ Erebidae.